# Mannlicher M1895
Манлихер M1895, или M95 (нем. Mannlicher M1895) — магазинная винтовка, разработанная Фердинандом Манлихером и принятая на вооружение армии Австро-Венгрии в 1895 году.

## История создания

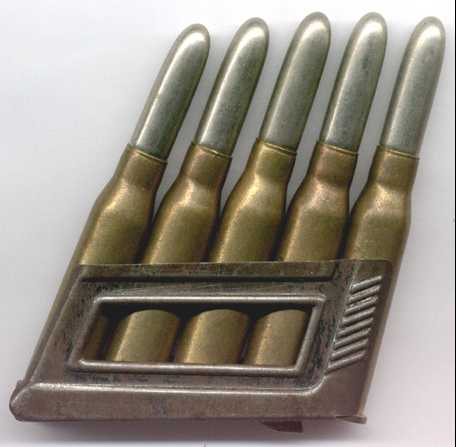
Трапециевидная пачка для M95

Винтовка Манлихера образца 1895 года была разработана в результате опыта разработки и использования предыдущих образцов, разработанных Манлихером. Специально для этой винтовки был разработан новый патрон 8 × 50 мм R Mannlicher. В качестве основы использовалась винтовка образца 1888 года с пачечным заряжанием. Скользящий затвор обеспечивал скорострельность 20-25 выстрелов в минуту и хорошую надёжность всей системы. Новый патрон, использовавший бездымный порох, обеспечивал большую дальность и точность стрельбы. Благодаря этим преимуществам винтовка быстро прошла испытания и была принята на вооружение армии Австро-Венгрии.
В 1909 году был утверждён патрон с остроконечной пулей весом 10 грамм. Планировалось провести модернизацию уже использовавшихся винтовок под новый патрон, однако осуществить изменения до начала Первой мировой войны австро-венгры не успели. После войны винтовка под новый патрон получила индекс M1895/30.

## Описание

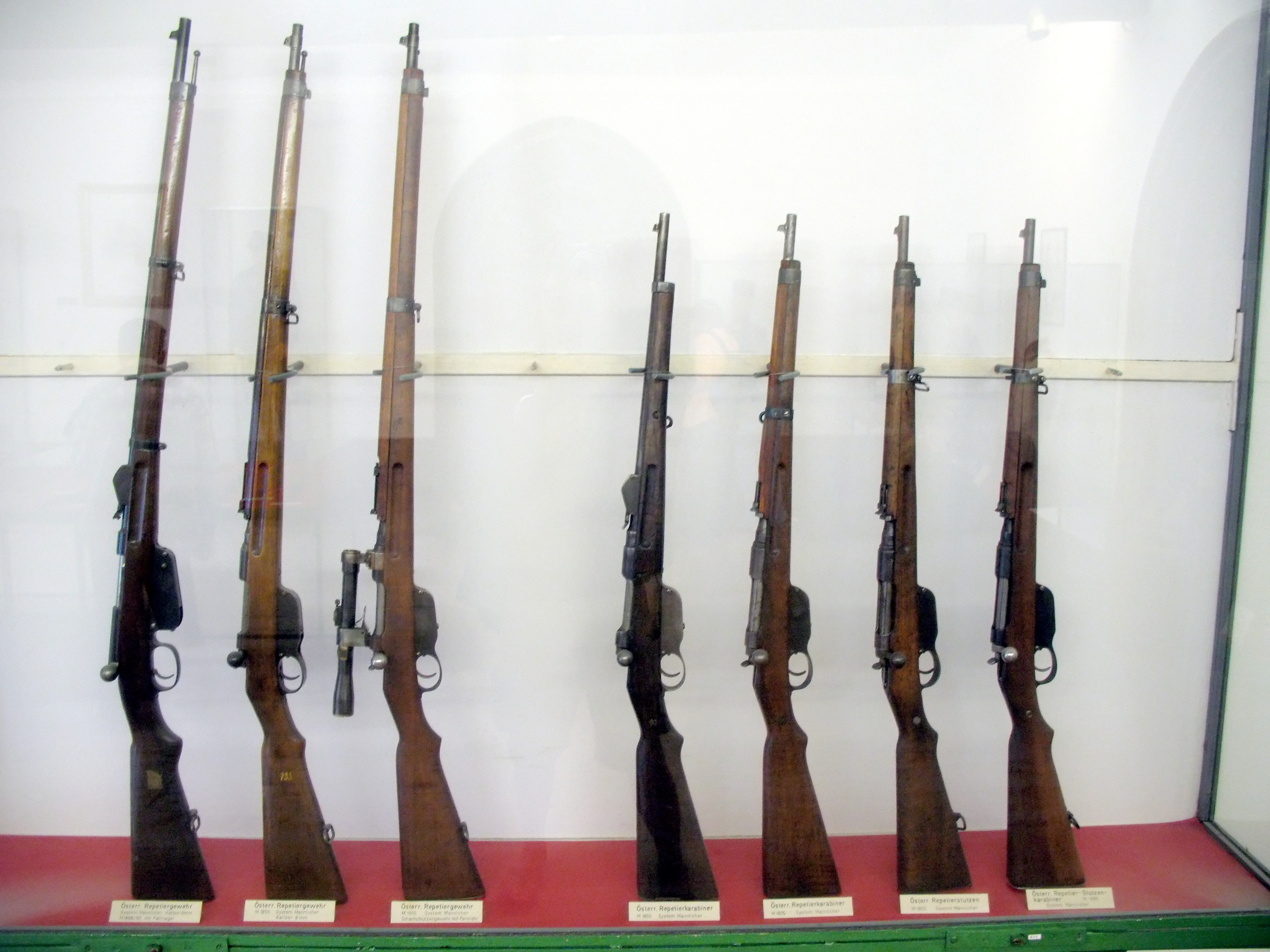
Винтовки (крайняя слева М1888), карабины (в центре M1890) и штуцер M1895

Наиболее характерная особенности винтовки Манлихера — продольно-скользящий затвор с прямым, без поворота, ходом при перезарядке; поворот личинки затвора для запирания осуществлялся автоматически за счёт специальных спиральных канавок на его стебле. Это увеличивало скорострельность и удобство пользования оружием, но усложняло его конструкцию, снижало надёжность и увеличивало усилие, прилагаемое стрелком при перезарядке.
Неотъёмный магазин винтовки снаряжается металлической пачкой на 5 патронов, остающейся в магазине до их израсходования, после чего пачка выпадает через окно в дне магазина. Неизрасходованная пачка может быть извлечена через открытый затвор после нажатия на фиксатор, находящийся в задней части магазина, совмещённой со спусковой скобой, после чего подаватель выталкивает пачку вверх. Данные винтовки использовали пачки с насечками в верхней части для облегчения заряжания.
M1895 отличались высокой точностью стрельбы, скорострельностью и прочностью. Отдача легко воспринималась стрелком, что положительно сказывалось на точности. До Первой мировой войны в офицерской среде Русской императорской армии считалось хорошим тоном критиковать это оружие за чувствительность к загрязнениям из-за окна для выброса пустых патронных пачек в нижней части магазина. Однако начало боевых действий не подтвердило сущности этой проблемы: загрязнения механизма безусловно имели место, но большая часть их самоустранялась с той же лёгкостью, с какой и возникала.

## Варианты

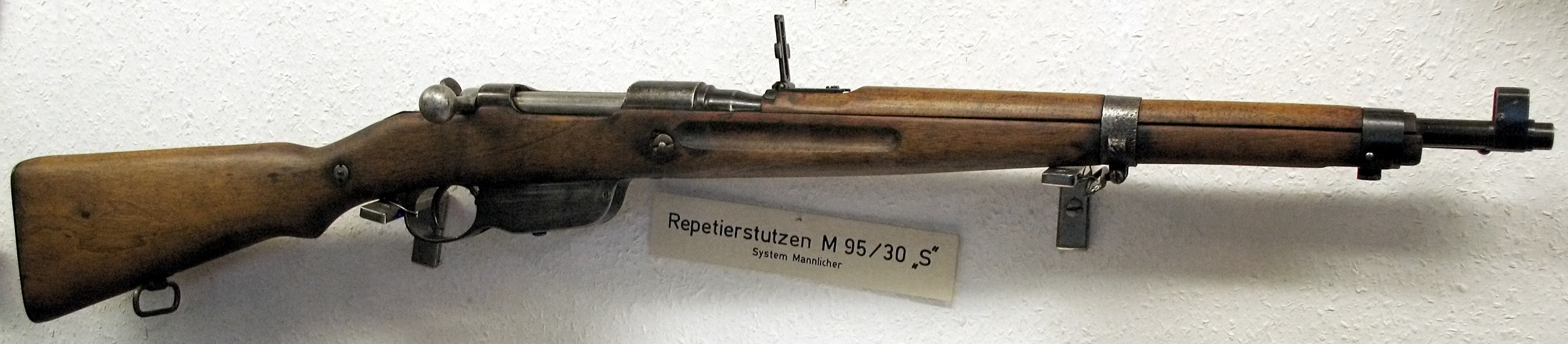
M95/30

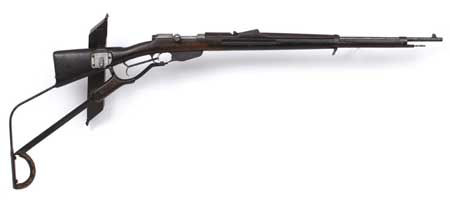
Перископная винтовка- Голландская версия, известная как M.95 Loopgraafgeweer (Траншейное ружье)

- Infanterie Repetiergewehr M.95 — пехотная винтовка обр. 1895 года с 765-мм стволом.
- Kavaliere Repetierkarabiner M.95 — кавалерийский карабин обр. 1895 года с 500-мм стволом, без крепления для штыка
- Extra-Korps-Gewehr M.95 (RepetierStutzen M1895) — штуцер образца 1895 года, с 480-мм стволом и креплением для штыка, имел вторую мушку на лезвие штыка — для артиллеристов, военнослужащих инженерных войск и иных специализированных подразделений.
- М95/24 — модификация обр. 1924 года под патрон 7,92×57 мм с укороченным до 580 мм стволом.
- М95/30 — австрийская модификация обр. 1930 года под патрон 8 × 56 мм R
- М95/31 — венгерская модификация обр. 1931 года под патрон 8 × 56 мм R.

## Штык
Вместе с винтовкой обр. 1895 года на вооружение армии Австро-Венгрии был принят клинковый штык с тесачным клинком. Винтовка пристреляна без штыка. Штык носится отдельно от винтовки. Вес штыка без ножен — 280 г., длина клинка — 254 мм.

## Страны-эксплуатанты
- Австро-Венгрия — на вооружении с 1895 года до распада Австро-Венгрии в 1918 году
- Болгария — с 1903 года на вооружении болгарской армии, после присоединения Болгарии к Центральным державам в 1915 году, болгарская армия начала получать дополнительное вооружение от Австро-Венгрии, после окончания Первой мировой войны винтовки остались на вооружении болгарской армии и по состоянию на 9 сентября 1944 года являлись основным типом винтовки болгарской армии[4]
- Российская империя — в ходе Первой мировой войны трофейные винтовки «манлихер» широко использовались в русской армии в связи с нехваткой отечественных винтовок и патронов к ним[5]; уже в начале войны австрийским оружием перевооружали дружины государственного ополчения[6], тыловые части армии и флота[7], а позднее — и части действующей армии[8].
- Королевство Сербия — в ходе Первой мировой войны трофейные австрийские винтовки использовались в сербской армии; кроме того, в январе 1916 года трофейными австрийскими винтовками вооружили сербский отряд, сформированный в Одесском военном округе Российской империи[9]
- Италия — некоторое количество трофейных винтовок было захвачено в ходе Первой мировой войны; после капитуляции Австро-Венгрии в 1918 году, в распоряжении Италии оказалось значительное количество винтовок, полученных в качестве репараций. Для винтовок был налажен выпуск патронов 8×50 мм R итальянского производства. К началу Второй мировой войны, винтовки и карабины все ещё сохранялись на вооружении вспомогательных подразделений под наименованием Fucile Mannlicher 95 и Moschetto Mannlicher 95[10]
- Австрия — на вооружении австрийской армии с момента образования Австрии в октябре 1918 года до аншлюса в марте 1938 года, в дальнейшем винтовки поступили в распоряжение вермахта; после освобождения Австрии в 1945 году некоторое количество было передано на вооружение жандармерии[нем.], сняты с вооружения в 1955 году.
- Венгрия
- Югославия — после окончания Первой мировой войны трофейные винтовки австро-венгерской армии оставались на армейских складах мобилизационного резерва до оккупации Югославии в апреле 1941 года. В дальнейшем, эти винтовки использовались партизанами НОАЮ[11]
- Чехословакия — в начале 1919 года на заводе Zbrojovka Brno началось производство сначала запасных частей, а затем и винтовок «манлихер» обр.1895 года, которое продолжалось до 22 июля 1921 года (однако патроны 8×50 мм R производились до середины 1930-х годов, в основном на экспорт). В 1922 году было принято решение оставить на вооружении чехословацкой армии только винтовки системы «маузер» под патрон 7,92×57 мм, винтовки других систем были сняты с вооружения[12]
- Вторая Испанская Республика — 27 тысяч 8-мм винтовок и карабинов Манлихера образцов 1888, 1890, 1891 и 1895 годов, полученных от СССР использовалось республиканскими войсками в ходе войны в Испании[13]
- Польша — некоторое количество винтовок обр. 1895 года под патрон 8×50 мм R были задействованы во время Советско-польской войны, а позднее, в 1920-е годы поступили на вооружение полиции.
- Франкистская Испания — во время войны в Испании, значительное количество 8-мм винтовок обр. 1895 г. (со складов австрийской армии, оказавшихся в распоряжении немцев после аншлюса Австрии в марте 1938 года) и 5000, захваченных 15 апреля 1937 года на пароходе «Гордения», везущем их республиканцам, было поставлено франкистам[14]
- Греция — некоторое количество винтовок обр. 1895 года под патрон 8×50 мм R имелось в Греции, после оккупации Греции в апреле 1941 года они поступили в распоряжение вермахта под наименованием Gewehr 306(g)
- РСФСР и  СССР — в период гражданской войны поступали на вооружение отдельных подразделений РККА (в основном, в тыловые части и части внутренних войск)[15]; в 1941 году некоторое количество было передано на вооружение частей народного ополчения[уточнить].
- Нацистская Германия — поступили в распоряжение вермахта после аншлюса Австрии в марте 1938 года, во время Второй мировой войны некоторое количество поступило на вооружение вспомогательных и охранно-полицейских подразделений (австрийские винтовки использовались под наименованием Gewehr 98 (ö), ещё некоторое количество винтовок и карабинов, захваченных при разоружении итальянских войск в 1943 году поступило на вооружение под наименованием Gewehr 306(i) и Karabiner 505(i)); осенью 1944 года при формировании в Германии батальонов «фольксштурма» для их вооружения помимо прочего трофейного и устаревшего оружия с резервных складов были переданы 7214 шт. 8-мм австрийских винтовок Mannlicher M95[16].